# AlphaFold
AlphaFold je program veštačke inteligencije (VI) koji je razvilo preduzeće Dipmajnd, podružnica Alfabeta, koji vrši predviđanja strukture proteina. Program je dizajniran kao sistem dubokog učenja.
AlphaFold softver je imao tri glavne verzije. Tim istraživača koji je koristio AlphaFold 1 (2018) zauzeo je prvo mesto u ukupnoj rang listi 13. Kritičke procene predviđanja strukture (CASP) u decembru 2018. Program je bio posebno uspešan u predviđanju najtačnije strukture za ciljeve ocenjene kao najteži od strane organizatora takmičenja, gde nisu bile dostupne postojeće strukture proteina sa delimično sličnom sekvencom. Tim koji je koristio AlphaFold 2 (2020) ponovio je plasman u CASP14 takmičenju u novembru 2020. Tim je postigao nivo tačnosti mnogo veći od bilo koje druge grupe. Ostvarili su rezultat viši 90 za oko dve trećine proteina u CASP-ovom globalnom testu rastojanja (GDT), testu koji meri stepen do kojeg je struktura predviđena računarskim programom slična strukturi utvrđenoj laboratorijskim eksperimentom, pri čemu je 100 potpuno podudaranje, unutar granice udaljenosti koja se koristi za izračunavanje GDT-a.
Rezultati AlphaFold 2 na CASP14 opisani su kao „zapanjujući“ i „transformacioni“. Neki istraživači su primetili da tačnost nije dovoljno visoka za trećinu predviđanja modela, i da ne otkriva mehanizam ili pravila savijanja proteina da bi se problem savijanja proteina smatrao rešenim. Ipak, postoji široko poštovanje prema ovom tehničkom dostignuću. AlphaFold 2 publikacija je objavljena u časopisu Nature 15. jula 2021. kao publikacija sa unapred datim pristupom zajedno sa softverom otvorenog koda i bazom podataka proteoma vrsta koja se može pretraživati.
AlphaFold 3 je najavljen 8. maja 2024. On može da predvidi strukturu kompleksa stvorenih od proteina sa DNK, RNK, različitim ligandima i jonima.

## Objavljeni radovi
- Senior, Andrew W.; Evans, Richard; Jumper, John; Kirkpatrick, James; Sifre, Laurent; Green, Tim; Qin, Chongli; Žídek, Augustin; Nelson, Alexander W. R.; Bridgland, Alex; Penedones, Hugo; Petersen, Stig; Simonyan, Karen; Crossan, Steve; Kohli, Pushmeet; Jones, David T.; Silver, David; Kavukcuoglu, Koray; Hassabis, Demis (2019). „Protein structure prediction using multiple deep neural networks in the 13th Critical Assessment of Protein Structure Prediction (CASP13)”. Proteins: Structure, Function, and Bioinformatics. 87 (12): 1141—1148. PMID 31602685. doi:10.1002/prot.25834.
- Senior, Andrew W.; Evans, Richard; Jumper, John; Kirkpatrick, James; Sifre, Laurent; Green, Tim; Qin, Chongli; Žídek, Augustin; Nelson, Alexander W. R.; Bridgland, Alex; Penedones, Hugo; Petersen, Stig; Simonyan, Karen; Crossan, Steve; Kohli, Pushmeet; Jones, David T.; Silver, David; Kavukcuoglu, Koray; Hassabis, Demis (2020). „Improved protein structure prediction using potentials from deep learning”. Nature. 577 (7792): 706—710. Bibcode:2020Natur.577..706S. PMID 31942072. doi:10.1038/s41586-019-1923-7.
- John Jumper et al. (December 2020), "High Accuracy Protein Structure Prediction Using Deep Learning", in Fourteenth Critical Assessment of Techniques for Protein Structure Prediction (Abstract Book), pp. 22–24
- John Jumper et al. (December 2020), "AlphaFold 2". Presentation given at CASP 14.

## Literatura
- Carlos Outeiral, CASP14: what Google DeepMind's AlphaFold 2 really achieved, and what it means for protein folding, biology and bioinformatics, Oxford Protein Informatics Group. (3 December)
- Mohammed AlQuraishi, AlphaFold2 @ CASP14: "It feels like one's child has left home." (blog), 8 December 2020
- Mohammed AlQuraishi, The AlphaFold2 Method Paper: A Fount of Good Ideas (blog), 25 July 2021

## Spoljašnje veze
- AlphaFold-3 web server
- AlphaFold v2.1 code and links to model на веб-сајту GitHub
- Open access to protein structure predictions for the human proteome and 20 other key organisms at European Bioinformatics Institute (AlphaFold Protein Structure Database)
- CASP 14 website
- AlphaFold: The making of a scientific breakthrough, DeepMind, via YouTube.
- Mirdita, Milot; Schütze, Konstantin; Moriwaki, Yoshitaka; Heo, Lim; Ovchinnikov, Sergey; Steinegger, Martin (2022-05-30). „ColabFold: Making protein folding accessible to all”. Nature Methods (на језику: енглески). 19 (6): 679—682. PMC 9184281 . PMID 35637307. doi:10.1038/s41592-022-01488-1 .), version for homooligomeric prediction and complexes